# Kawasaki KDA-3
«Кавасакі KDA-3» (англ. KDA-3, від Kawasaki Dockyard, Army) — одномоторний винищувач, сконструйований німецьким авіаконструктором Ріхардом Фогтом і виготовлений Kawasaki в 1928 році. KDA-3 мав не стандартну, для того часу, схему моноплана з крилом-парасолею, і компанія надіялась замінити ним старі «Винищувачі типу Ко-4» японської армії, але дизайн визнали невдалим і було побудовано тільки три прототипи, які залишились в власності компанії.

## Історія
В березні 1927 року Імперська армія Японії звернулась до трьох японських авіабудівних компаній: Kawasaki, Nakajima та Mitsubishi, з пропозицією розробити новий винищувач для заміни «Ко-4» (ліцензійного Nieuport-Delage NiD 29) з конкурсом наступного року. Всі три почали співпрацювали з європейськими інженерами і розробляли літак з крилом-парасолею, за пропозицією армії. В Kawasaki над проєктом, який отримав позначення KDA-3, працював німецький інженер Ріхард Фогт. Дизайн літака базувався на Dornier Do H, один екземпляр якого був імпортований з Німеччини.
Перший прототип з двигуном BMW VI був готовий в березні 1928 року, але під час тестових польотів 1 квітня в Какаміґахарі пошкодив шасі під час посадки і потребував ремонту. Виробництво ще двох прототипів завершилось в травні, але вони оснащувались двигунами Hispano-Suiza потужністю 450 к.с. Після успішних заводських випробувань вони були перекинуті до Токородзави для оцінки проєкту армією.
Першим мав оцінюватись проєкт Mitsubishi, але під час виходу з піке на швидкості близько 400 км/год. літак буквально розпався, що зупинило подальші випробування і відштовхнуло армію від винищувача з крилом-парасолею. Після відкликання з конкурсу, KDA-3 використовувались для випробувань і тестувань всередині компанії, а один було передано інженерній школі для навчання інженерів двигунів.

## Технічні характеристики
Дані з Japanese Aircraft 1910—1941

### Технічні характеристики
- Екіпаж: 1 особа
- Пасажиромісткість: 4 особи
- Довжина: 8,85 м
- Висота: 3 м
- Розмах крил: 12,6 м
- Площа крил: 25 м²
- Маса пустого: 1350 кг
- Маса спорядженого: 1950 кг
- Навантаження на крило: 78 кг/м²
- Двигун: 12-циліндровий V-подібний Kawasaki BMW VI водяного охолодження
- Потужність: 500—630 к. с.
- Гвинт: дволопатевий дерев'яний гвинт
- Питома потужність: 3,9 кг/к.с.

### Льотні характеристики
- Максимальна швидкість: 284 км/год
- Час набору висоти 5000 м: 12 хвилин
- Практична висота: 9000 м

### Озброєння
- Стрілецьке:
  - 2 × 7,7-мм курсові кулемети